# Sytuacja prawna i społeczna osób LGBT w Czechach
Republika Czeska jest jednym z najbardziej liberalnych krajów Europy Środkowej, jeśli chodzi o prawa lesbijek, gejów, biseksualistów i osób transpłciowych (społeczności LGBT). W 2006 roku zalegalizowano rejestrowane związki partnerskie (cz. registrované partnerství) dla par osób tej samej płci, a od 2018 roku czeski parlament rozważa wprowadzenie w tym kraju małżeństw osób tej samej płci.
Czeskie prawo zakazuje dyskryminacji przez wzgląd na orientację seksualną i tożsamość płciową. Republika Czeska jest postrzegana jako jedno z najbardziej tolerancyjnych państw Europy Środkowej i byłego bloku wschodniego, jeśli chodzi o homoseksualizm i małżeństwa osób tej samej płci. Sondaże notują rosnący poziom poparcia dla wprowadzenia małżeństw jednopłciowych. Badanie przeprowadzone przez Pew Research Center w 2013 wykazało, iż zdaniem 80% Czechów, homoseksualizm powinien być akceptowany przez społeczeństwo. Był to jeden z najwyższych wskaźników wśród trzydziestu dziewięciu państw objętych tym badaniem. Stolica Czech, Praga, znana jest ze swojej otwartości wobec osób LGBT i życia nocnego, które oferuje rozrywkę mniejszościom seksualnym.

## Prawo wobec kontaktów homoseksualnych
Minimalny wiek osób legalnie dopuszczających się kontaktów seksualnych został wyrównany dla osób homo- i heteroseksualnych w 1990 roku; wynosi piętnaście lat. Wcześniej było to piętnaście lat dla par damsko-męskich i osiemnaście lat dla relacji osób tej samej płci.

Tęczowa flaga w kształcie Czech.

### Historia
Kontakty homoseksualne zostały zdekryminalizowane w 1962 roku jeszcze za czasów Czechosłowacji – niedługo po badaniach naukowych Kurta Freunda wykazujących, że orientacja seksualna nie może zostać zmieniona. Prostytucja homoseksualna została zdekryminalizowana w 1990 roku. Podczas projektowania czechosłowackiej konstytucji w 1991 roku zaproponowano ujęcie orientacji seksualnej jako jednej z kategorii chronionych. Ostatecznie zapis taki nie został zawarty w konstytucji.

## Ochrona prawna przed dyskryminacją
W 2009 roku wprowadzono kompleksowe prawo antydyskryminacyjne, które zakazuje poróżniania ze względu na orientację seksualną i tożsamość płciową w miejscu zatrudnienia, edukacji, nabywaniu nieruchomości oraz w dostępie do towarów, dóbr i usług. Zakazana jest dyskryminacja niebezpośrednia, a także mowa nienawiści w stosunku do osób LGBT.

### Azyl
Czeskie przepisy przyznają osobom prawo do ubiegania się o azyl polityczny z powodu prześladowań przez wzgląd na orientację seksualną we własnym kraju.

### Służba wojskowa
Czeskie Siły Zbrojne nie stawiają pytań dotyczących orientacji seksualnej, a osoby homoseksualne mogą otwarcie służyć w wojsku. Od 1999 roku w czeskim prawie zabroniona jest dyskryminacja z powodu orientacji seksualnej w siłach zbrojnych. Osoby transpłciowe mogą odbyć służbę wojskową.

### Krwiodawstwo
Mężczyźni mający kontakty seksualne z mężczyznami mogą być dawcami krwi pod warunkiem, że utrzymają roczną abstynencję seksualną przed oddaniem krwi.

### Terapia konwersyjna
Terapia konwersyjna nie jest prawnie zakazana w Czechach.

## Uznanie związków osób tej samej płci
W Czechach istnieje prawne uznanie związków osób tej samej płci.

### Konkubinaty
Nieformalne konkubinaty są uznawane od 2001 roku. Gwarantują one „osobom pozostającym we wspólnym pożyciu” prawo do spadku, dziedziczenia, pozostania w mieszkaniu po śmierci partnera, a wizyty w szpitalu lub zakładzie karnym są dostępne tak samo jak dla małżeństw różnopłciowych.

### Rejestrowane związki partnerskie
Ustawa wprowadzająca rejestrowane związki partnerskie (gwarantujące część praw przysługujących małżeństwom) została przez parlament odrzucona czterokrotnie: w 1998, 1999, 2001 i 2005 roku (w 2005 do przyjęcia ustawy zabrakło jednego głosu). 16 grudnia 2005 nowy projekt ustawy o związkach partnerskich został przyjęty przez Izbę Poselską Czech (głosowało 147 posłów – 86 za, 54 przeciw, pozostali wstrzymali się od głosu), a Senat przegłosował ją 26 stycznia 2006. Następnie ustawa została zawetowana przez ówczesnego prezydenta Václava Klausa. 15 marca 2006 prezydenckie weto zostało uchylone przez Izbę Poselską i prawo weszło w życie 1 lipca 2006. Od tej pory czeskim parom tej samej płci przysługuje większość praw, którymi cieszą się małżeństwa (wszystkie oprócz adopcji dzieci). Do końca 2010 roku swój związek zarejestrowało 1111 par tej samej płci, a 66 związków zostało rozwiązanych.

### Małżeństwa osób tej samej płci
12 czerwca 2018 czterdzieścioro sześcioro posłów złożyło w Izbie Poselskiej projekt ustawy o małżeństwach osób tej samej płci. W odpowiedzi na to, trzy dni później trzydzieścioro siedmioro innych posłów zgłosiło poprawkę do Konstytucji Czech określającą małżeństwo jako związek mężczyzny i kobiety. Ustawa o małżeństwach osób tej samej płci wymaga zwykłej większości głosów, by zostać przyjęta, natomiast zmiany w konstytucji mogą zostać wprowadzone przy udziale co najmniej 120 posłów głosujących za. 22 czerwca 2018 rząd wyraził poparcie dla wprowadzenia małżeństw osób tej samej płci w kraju. Pod koniec czerwca kampania „Jesteśmy fair” złożyła w Izbie Poselskiej zawierający 70 350 podpisów wniosek o wprowadzenie małżeństw osób tej samej płci w Czechach. Pierwsze czytanie ustawy o małżeństwach osób tej samej płci miało odbyć się 31 października 2018 roku, jednak zostało przełożone na 14 listopada 2018.

## Adopcja dzieci przez pary jednopłciowe
W czerwcu 2016 Sąd Konstytucyjny wycofał zakaz adopcji dzieci przez pojedyncze osoby pozostające w związkach partnerskich. Wspólna adopcja dziecka przez parę w takim związku oraz przysposobienie dziecka swojego partnera pozostają jednak nielegalne. Rząd wyraził chęć zniesienia tych ograniczeń poprzez orzeczenie Sądu Konstytucyjnego.
W październiku 2016 rząd przyjął propozycję wprowadzającą możliwość przysposobienia dziecka partnera będącego w związku formalnym. Ustawa trafiła następnie do parlamentu, gdzie musi zostać przedyskutowana i przyjęta, aby wejść w życie. Jiří Dienstbier junior, minister ds. Praw Człowieka i Równouprawnienia, stwierdził, że „chodzi o bezpieczeństwo i o to, by partner rodzica posiadał więź prawną z dzieckiem”.
Lesbijki (będące w związku oraz te stanu wolnego) nie mają w Czechach dostępu do sztucznego zapłodnienia.
Dostęp do matek zastępczych nie jest w Czechach możliwy – zarówno dla gejów, jak i mężczyzn heteroseksualnych.

## Prawa osób transpłciowych
W 1942 miała miejsce pierwsza w Czechach operacja korekty płci, podczas której osoba transseksualna dokonała korekty swojej płci na męską. Obecnie średnio od pięćdziesięciu do sześćdziesięciu osób rocznie poddaje się tego typu operacjom (populacja Czech to około 10,6 miliona).
Ponieważ transpłciowość objęta jest ochroną zdrowia, wnioski o operacyjne zmiany cech płciowych oraz leczenie hormonalne są rozważane przez komisję Ministerstwa Zdrowia. Jeżeli wniosek zostanie przyjęty, osoba transpłciowa odbywa roczną terapię hormonalną, po której zobowiązana jest przez kolejny rok funkcjonować społecznie według płci, do której przynależność odczuwa (na przykład wybiera odzież charakterystyczną dla odpowiedniej płci). Po dwóch latach od rozpoczęcia zmiany, narządy płciowe osoby transseksualnej mogą zostać zoperowane przez chirurga. Po przeprowadzeniu operacji korekty płci oraz ubezpłodnieniu, osoba transpłciowa podlega uzgodnieniu zmiany płci w dokumentach.

## Życie osób LGBT w kraju
W przeciwieństwie do innych państw bloku wschodniego, Czechy stały się krajem stosunkowo liberalnym pod względem społecznym. Od czasów aksamitnej rewolucji można uznać to państwo jako jedno z najbardziej przyjaznych osobom LGBT w Europie. Wysoka tolerancja wobec osób homoseksualnych wynika z niewielkiej religijności społeczeństwa czeskiego, szczególnie w porównaniu do państw sąsiednich: Austrii, Polski i Słowacji.
Społeczność homoseksualna w Pradze jest stosunkowo liczna, znacznie bardziej niż w pozostałych częściach kraju. Jest to atrakcyjny czynnik dla młodzieży LGBT. Stolica Czech posiada obszerne i dobrze rozwinięte scenę gejowską oraz życie nocne, skupione głównie w centralnej dzielnicy Vinohrady. Jest tam ponad dwadzieścia barów i klubów, a także cztery sauny przyjazne osobom homoseksualnym. Miejsca spotkań lesbijek i gejów są jednak o wiele mniej liczne w innych miastach czeskich.

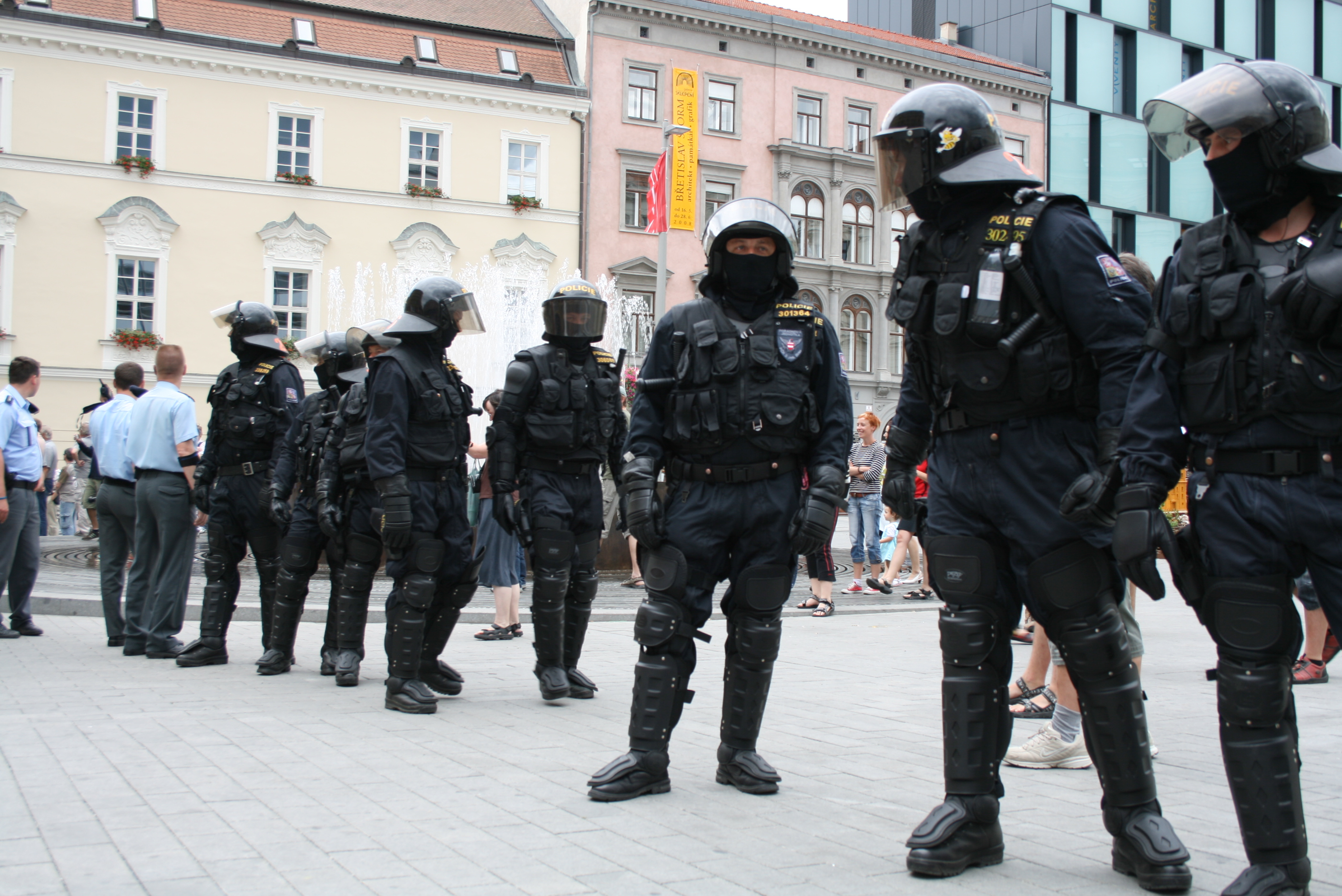
Kordon policji ochraniający przed prawicowymi ekstremistami paradę równości w Brnie w 2008 roku. Jedynie osoby, które poddały się kontroli osobistej, dostały pozwolenie na przekroczenie kordonu.

Miasto Brno jest gospodarzem corocznego Festiwalu Filmu Gejowskiego i Lesbijskiego (cz. Český Gay a Lesbický Filmový Festival) znanego pod nazwą Mezipatra. Impreza odbywa się co roku od listopada 2000. Pokazy takich filmów są organizowane również w innych miastach. W latach 2008, 2009 i 2010 w Brnie organizowany był także inny gejowski festiwal.

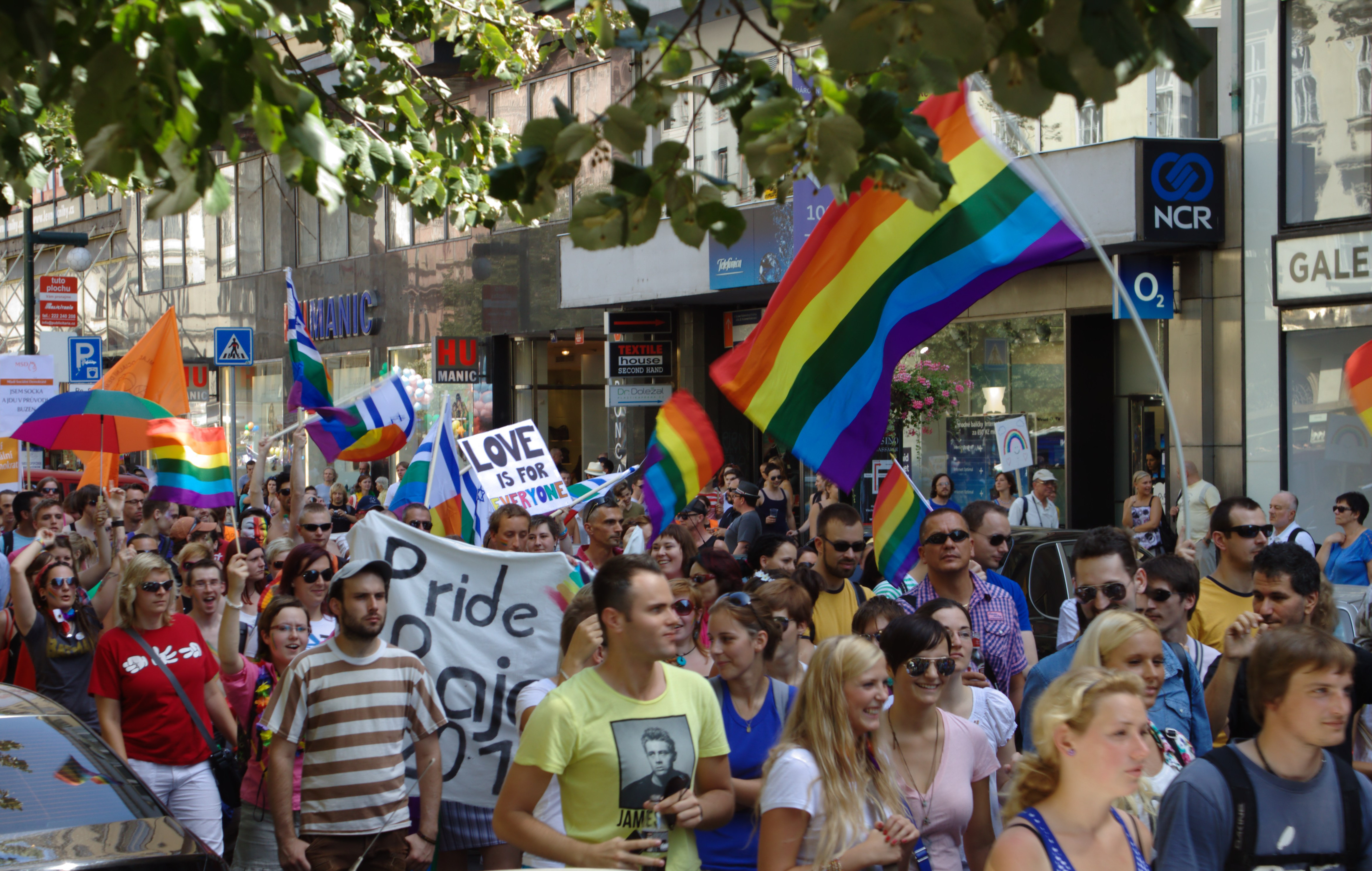
Parada równości w Pradze, sierpień 2012.

Pod koniec 2010 opublikowano pierwszy oficjalny gejowski przewodnik z mapą Pragi. Został on wyprodukowany przez Praskie Usługi Informacyjne pod patronatem Rady Miasta Pragi.

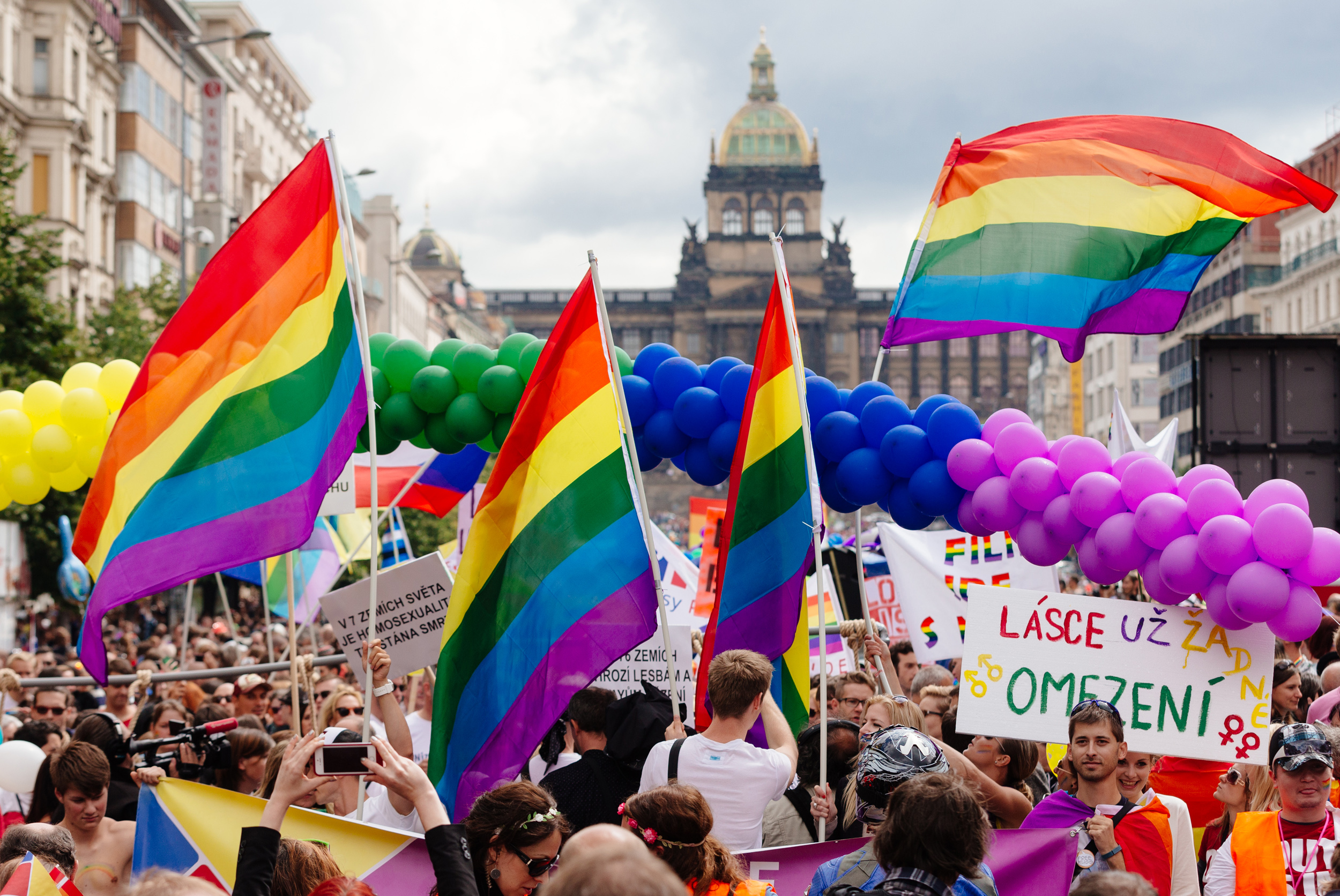
Praska parada równości w 2014 roku – plac Wacława.

Pierwsza parada równości w Pradze odbyła się w sierpniu 2011 roku. Ówczesny burmistrz Pragi, Bohuslav Svoboda, oraz inni lokalni politycy wyrazili poparcie dla odbywającej się imprezy. Przedsięwzięcie zebrało również wiele krytycznych uwag ze strony konserwatywnych grup religijnych i sympatyków skrajnej prawicy. Druga parada równości w Pradze została zorganizowana w sierpniu 2012, ustanawiając tym samym tradycję corocznej organizacji parady w stolicy Czech. Grupa młodych chrześcijan – przy wsparciu arcybiskupa Pragi, Dominika Duki – próbowała zapobiec organizacji parady równości. Od 2014 roku organizatorzy zakazują w miejscach związanych z paradą równości promowania jakichkolwiek aktywności dotyczących pedofilii. Zakaz wynika z obecności na paradzie 2013 ulotek, które informowały, że „pedofilia nie jest tym samym co molestowanie dzieci”. Organizatorzy Prague Pride kilkukrotnie odcinali się publicznie od jakichkolwiek związków z pedofilami i deklarują że: „nie współpracowali, nie współpracują ani nie będą współpracować z pedofilami ani członkami stowarzyszenia ČEPEK”. W 2017 członkowie ČEPEK uczestniczący w paradzie skarżyli się w Internecie że zostali zaatakowani przez organizatora Prague Pride który zniszczył też ich ulotki.

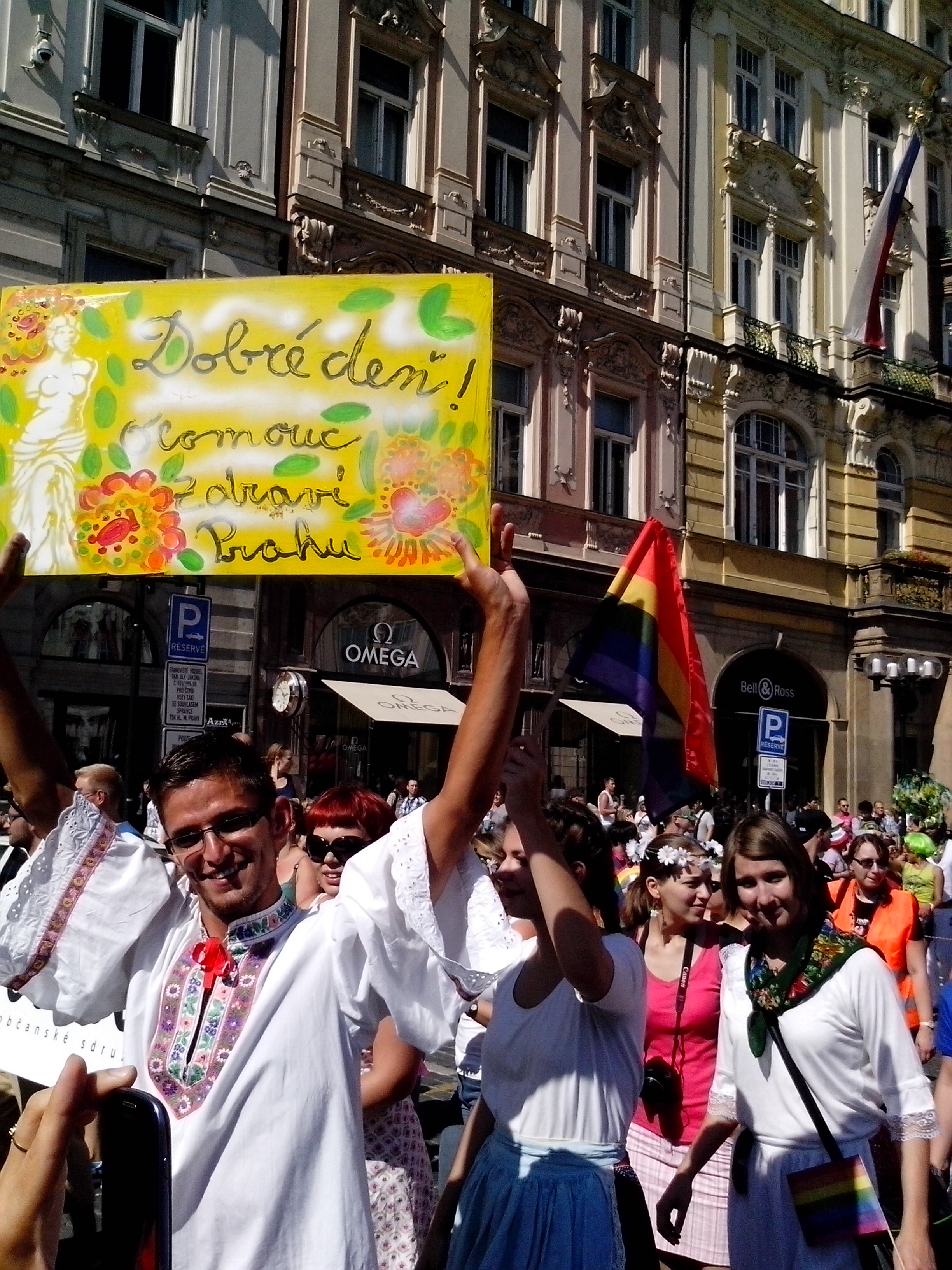
Praska parada równości 2013. Jeden z uczestników nosi tradycyjny strój morawski (hanę), trzymając transparent z napisem „Miłego dnia! Ołomuniec pozdrawia Pragę”.

### Opinia publiczna
Z sondażu przeprowadzonego w 1988 roku wynika, że 23% ankietowanych uznawało homoseksualizm za zboczenie. W badaniu przeprowadzonym w 1994, 6% osób wyraziło podobną opinię. Sondaż z 1994 roku wykazał, że 60% badanych było zwolennikami wprowadzenia rejestrowanych związków partnerskich dla par jednopłciowych. W 2002 roku 76% respondentów uznało, że wprowadzenie takich związków jest potrzebne. W 2004 roku 60% badanych było zwolennikami takiej zmiany w prawie. Sondaż z 2005 wykazał, że 43% Czechów osobiście znało osobę homoseksualną, 42% popierało wprowadzenie małżeństw osób tej samej płci, 62% chciało wprowadzenia rejestrowanych związków partnerskich, a 18% popierało adopcję dzieci przez pary jednopłciowe. Według Eurobarometru z 2006, 52% Czechów popiera wprowadzenie małżeństw jednopłciowych (średnia dla Unii Europejskiej to 44%), a 39% zgadza się na adopcję dzieci przez parę osób tej samej płci. W 2015 roku Eurobarometr zanotował wśród Czechów rekordowe poparcie dla wprowadzenia małżeństw jednopłciowych – 57% (wzrost o pięć punktów procentowych w porównaniu do roku 2006). Coroczny sondaż CVVM dotyczący praw mniejszości seksualnych stwierdza zwalniające, ale nadal rosnące, poparcie dla praw osób homoseksualnych.
Badanie z marca 2012 wykazało, że 23% Czechów nie chciałoby mieć sąsiada lub sąsiadki o orientacji homoseksualnej. Jest to spadek w porównaniu do roku 2003, kiedy 42% ankietowanych wyraziło taką opinię.
W 2012 roku Agencja Praw Podstawowych Unii Europejskiej opublikowała sondaż dotyczący dyskryminacji osób LGBT. W badaniu wzięło udział 93 tys. ankietowanych z całej Unii Europejskiej. W porównaniu do średniej unijnej, Czechy zanotowały stosunkowo zadowalające wyniki. Stwierdzono jednakże, iż jest wiele aspektów, w których prawa osób LGBT mogłyby zostać rozbudowane. 43% badanych przyznało, że spośród członków rodziny wie o ich orientacji seksualnej tylko kilka osób lub nikt. Jedynie co piąty ankietowany nie ukrywał swojej orientacji seksualnej przed znajomymi ze szkoły, kolegami i koleżankami. 71% respondentów było wybiórczo otwartych na temat własnej orientacji wśród znajomych z pracy lub szkoły. 52% homoseksualnych mężczyzn i 30% homoseksualnych kobiet unikało trzymania swojego partnera lub swojej partnerki za rękę w przestrzeni publicznej, z obawy przed napaścią, groźbami lub prześladowaniem.
W 2013 roku Pew Research Center wykazał, że zdaniem 80% Czechów, homoseksualizm powinien zostać zaakceptowany przez społeczeństwo. Przeciwnego zdania jest 16%. 84% osób pomiędzy osiemnastym a dwudziestym dziewiątym rokiem życia uznało, że homoseksualizm powinien być akceptowany. Tak samo uznało 87% osób pomiędzy trzydziestym a czterdziestym dziewiątym rokiem życia oraz 72% osób powyżej pięćdziesiątego roku życia.
Sondaż przeprowadzony w 2014 przez Akademię Nauk wykazał, że poparcie dla wprowadzenia małżeństw osób tej samej płci znacząco spadło w ostatnich latach. Ankietowani, którzy wyrazili sprzeciw wobec małżeństw jednopłciowych, najczęściej określali siebie w sondażu jako biednych, emerytów, katolików i sympatyków lewicy.
W maju 2015 internetowy portal LGBT, PlanetRomeo, opublikował Gejowski Wskaźnik Szczęścia. Homoseksualni mężczyźni z ponad stu dwudziestu krajów wyrażali swoje opinie na temat postrzegania homoseksualizmu w ich społeczeństwach, sposobu traktowania ich przez innych ludzi oraz zadowolenia z własnego życia. Osiągając wynik 66 punktów, Czechy zajęły osiemnaste miejsce w rankingu – zaraz przed Belgią, wyprzedzając jednak Austrię.
| Poparcie Czechów wobec (ankieta CVVM):              | 2005 | 2005 | 2007 | 2007 | 2008 | 2008 | 2009 | 2009 | 2010 | 2010 | 2011 | 2011 | 2012 | 2012 | 2013 | 2013 | 2014 | 2014 | 2015 | 2015 | 2016 | 2016 | 2017 | 2017 | 2018 | 2018 |
| Poparcie Czechów wobec (ankieta CVVM):              | TAK  | NIE  | TAK  | NIE  | TAK  | NIE  | TAK  | NIE  | TAK  | NIE  | TAK  | NIE  | TAK  | NIE  | TAK  | NIE  | TAK  | NIE  | TAK  | NIE  | TAK  | NIE  | TAK  | NIE  | TAK  | NIE  |
| --------------------------------------------------- | ---- | ---- | ---- | ---- | ---- | ---- | ---- | ---- | ---- | ---- | ---- | ---- | ---- | ---- | ---- | ---- | ---- | ---- | ---- | ---- | ---- | ---- | ---- | ---- | ---- | ---- |
| Rejestrowanych jednopłciowych związków partnerskich | 61%  | 30%  | 69%  | 24%  | 75%  | 19%  | 73%  | 23%  | 72%  | 23%  | 72%  | 23%  | 75%  | 21%  | 72%  | 23%  | 73%  | 23%  | 74%  | 22%  | 74%  | 21%  | 76%  | 19%  | 74%  | 22%  |
| Małżeństw osób tej samej płci                       | 38%  | 51%  | 36%  | 57%  | 38%  | 55%  | 47%  | 46%  | 49%  | 45%  | 45%  | 48%  | 51%  | 44%  | 51%  | 44%  | 45%  | 48%  | 49%  | 44%  | 51%  | 43%  | 52%  | 41%  | 50%  | 45%  |
| Wspólnej adopcji dzieci przez pary jednopłciowe     | 19%  | 70%  | 22%  | 67%  | 23%  | 65%  | 27%  | 63%  | 29%  | 60%  | 33%  | 59%  | 37%  | 55%  | 34%  | 57%  | 45%  | 48%  | 44%  | 49%  | 48%  | 43%  | 51%  | 40%  | 48%  | 45%  |
| Przysposobienia dzieci partnera                     | –    | –    | –    | –    | –    | –    | –    | –    | –    | –    | –    | –    | –    | –    | –    | –    | 58%  | 32%  | 59%  | 33%  | 62%  | 29%  | 68%  | 24%  | 64%  | 29%  |

| Sondaż Mediana – poparcie Czechów wobec:            | 2016 | 2016 | 2018 | 2018 |
| Sondaż Mediana – poparcie Czechów wobec:            | TAK  | NIE  | TAK  | NIE  |
| --------------------------------------------------- | ---- | ---- | ---- | ---- |
| Rejestrowanych jednopłciowych związków partnerskich | 68%  | 26%  | –    | –    |
| Małżeństw osób tej samej płci                       | 67%  | 29%  | 75%  | 19%  |
| Wspólnej adopcji dzieci przez pary jednopłciowe     | 48%  | 48%  | 61%  | 31%  |
| Przysposobienia dzieci partnera                     | –    | –    | 71%  | 21%  |